# Heartwork
Heartwork (рус.  игра слов, от heart — сердце, artwork — произведение искусства) — четвёртый студийный альбом британской группы Carcass, вышедший в 1993 году на лейбле Earache Records.
Скульптура, изображённая на обложке, называется «Life Support 1993» (рус. — Система жизнеобеспечения) и является творением известного швейцарского художника Ганса Рудольфа Гигера — обновлённая версия одной из скульптур, созданной им в 60-х. Выдержана в стиле фантастического реализма.

## Об альбоме
«Heartwork» оказался переломным альбомом в творчестве группы: по сравнению с предыдущими альбомами структура песен стала проще, риффы мелодичнее, а тексты песен приобрели острую социально-философскую направленность. Также, в отличие от предыдущих альбомов, все вокальные партии исполняет Джефф Уокер. По стилистике звучания альбом представляет собой прогрессивный дэт-метал с элементами мелодичного дэт-метала, который окончательно сформировался в 90-х годах в Швеции. В поддержку альбома было выпущено два видеоклипа: на песни «No Love Lost» и «Heartwork».

## Отзывы
| Оценки критиков      | Оценки критиков |
| Источник             | Оценка          |
| -------------------- | --------------- |
| AllMusic             | [ 3 ]           |
| Entertainment Weekly | C+              |
| Q                    | [ 5 ]           |
| Punknews.org         | [ 6 ]           |
| Rock Hard (de)       | 9.0/10          |

В октябре 2007 года фронтмен Evile Мэтт Дрэйк описал Heartwork как «один из лучших альбомов всех времён.» В 2013 году хэнк Штимер из Pitchfork назвал Heartwork «замечательным примером экстремального метала со всей свирепостью и куражом, присущим этому направлению». Джонни Лофтус из AllMusic охарактеризовал альбом как настоящий «прорыв» для группы, но заметил также, что «мелодичные переливы соло и традиционная структура песен могут некоторым не прийтись по вкусу… Heartwork — это тот редкий альбом, который скрупулёзно препарирует себя, а затем восстанавливает свою первоначальную форму таким образом, что его новые части тела, кажется, всегда были при нём изначально».

## Список композиций
| №                   | Название                         | Текст песни         | Музыка              | Длительность |
| ------------------- | -------------------------------- | ------------------- | ------------------- | ------------ |
| 1.                  | «Buried Dreams»                  | Джефф Уокер         | Билл Стир           | 3:58         |
| 2.                  | «Carnal Forge»                   | Уокер               | Стир, Майкл Эмотт   | 3:54         |
| 3.                  | «No Love Lost»                   | Уокер               | Стир                | 3:22         |
| 4.                  | «Heartwork»                      | Уокер               | Стир, Эмотт         | 4:33         |
| 5.                  | «Embodiment»                     | Уокер               | Эмотт, Стир         | 5:36         |
| 6.                  | «This Mortal Coil»               | Уокер               | Стир, Эмотт         | 3:49         |
| 7.                  | «Arbeit Macht Fleisch»           | Уокер               | Стир                | 4:21         |
| 8.                  | «Blind Bleeding the Blind»       | Уокер               | Стир                | 4:57         |
| 9.                  | «Doctrinal Expletives»           | Уокер               | Стир, Эмотт         | 4:57         |
| 10.                 | «Death Certificate»              | Уокер               | Эмотт, Стир         | 3:38         |
| 11.                 | «This Is Your Life» (бонус-трек) |                     |                     | 4:12         |
| Общая длительность: | Общая длительность:              | Общая длительность: | Общая длительность: | 41:55        |

## Участники записи
- Билл Стир — гитара
- Джефф Уокер — бас-гитара, вокал
- Майкл Эмотт — гитара
- Кен Оуэн — ударные